# Dinar kuwaitià
El dinar kuwaitià (àrab: دينار كويتي, dīnār kuwaytī, o, simplement, دينار, dīnār, pl. دنانير, danānīr) és la moneda oficial de Kuwait. El codi ISO 4217 és KWD, i l'abreviació és KD (en àrab د.ك). Se subdivideix en 1.000 fils (en àrab فلس, fils, pl. فلوس, fulūs), a diferència de la majoria de monedes, que tenen una subdivisió centesimal.
Segons les taxes de canvi actuals, és la unitat monetària de valor més alt del món.
Es va establir el 1960 en substitució de la rupia índia.
Emès pel Banc Central de Kuwait (en àrab بنك الكويت المركزى, Bank al-Kuwayt al-Markazī), en circulen bitllets d'¼, ½, 1, 5, 10 i 20 dinars, i monedes de 5, 10, 20, 50 i 100 fils (la moneda d'1 fils s'ha retirat de la circulació).

## Taxes de canvi
- EUR = 0,35 KWD; 1 KWD = 2,84 EUR (10 d'octubre del 2005)
- USD = 0,29 KWD; 1 KWD = 3,42 USD (10 d'octubre del 2005)